# Dalton Transactions
Dalton Transactions (abrégé en Dalton Trans.) est une revue scientifique à comité de lecture. Ce journal hebdomadaire publie des articles de recherches originales dans les domaines de la chimie inorganique et organométallique.
D'après le Journal Citation Reports, le facteur d'impact de ce journal était de 4,197 en 2014. Le directeur de publication est Chris Orvig (University of British Columbia, Canada).

## Histoire
Au cours de son histoire, le journal est paru sous différents noms :
- Journal of the Chemical Society A: Inorganic, Physical, Theoretical, 1966-1971  (ISSN 0022-4944)
- Journal of the Chemical Society, Dalton Transactions, 1972-1996  (ISSN 0300-9246)
- Dalton Transactions, 1997-en cours  (ISSN 1477-9226)